# Adam Masina
Adam Masina (* 2. Januar 1994 in Khouribga, Marokko) ist ein marokkanisch-italienischer Fußballspieler. Der Abwehrspieler steht bei Udinese Calcio in der italienischen Serie A unter Vertrag und ist aktuell an den FC Turin ausgeliehen.

## Karriere

### Im Verein
Masina wurde im marokkanischen Khouribga geboren und wuchs auch dort auf. Im Alter von 13 Jahren zog seine Familie nach Italien in die Emilia-Romagna, wo er fortan die Jugendabteilung des FC Bologna besuchte. Diese durchlief er bis 2012 und wurde in die Lega Pro Seconda Divisione zur AC Giacomense verliehen, wo er erste Spielpraxis sammeln konnte. Zur Saison 2013/14 kehrte er zu Bologna zurück und gehörte zum Profikader. In seiner Debütsaison kam er jedoch nicht zum Einsatz und stieg mit der Mannschaft in die Serie B ab. In der Zweitligasaison 2014/15 entwickelte Masina sich allerdings sofort zum Stammspieler und Bologna schloss die Saison auf Platz vier ab. In den Play-Offs um den Aufstieg konnte sich Bologna dann durchsetzen und nach einem Jahr Abstinenz in die Serie A zurückkehren. Masina wurde darüber hinaus zum besten Spieler der Saison gewählt.

### In der Nationalmannschaft
Im Oktober 2015 sollte Masina in einer Juniorenauswahl Marokkos debütieren, lehnte jedoch ab, da er später für Italien auflaufen möchte. Masina wurde nur einen Monat später von Luigi Di Biagio für die U-21-Auswahl Italiens berufen und debütierte für diese am 17. November im Spiel gegen Litauen.

## Erfolge
- Aufstieg in die 1. Liga (2): 2014/15 (FC Bologna), 2020/21 (FC Watford)
- Fußballer des Jahres der Serie B: 2015